# Public Image Ltd
A Public Image Limited (gyakori rövidítése: PIL) brit együttes, amely 1978-ban alakult Londonban. Jelenlegi tagok: John Lydon, Bruce Simons, Lu Edmonds és Scott Firth. A PIL-t a Sex Pistolsból "elvándorolt" tagok alapították, miután az feloszlott. Eleinte csak Public Image volt a nevük, a második lemezükkel kezdve már a Public Image Ltd. nevet használják. 
Kezdetben a zenekar neve, első dalának címe és első nagylemezének címe is "Public Image" volt. A PIL-nek két korszaka volt: először 1978-tól 1992-ig működtek, majd 2009-től napjainkig. Korai albumaik a post-punk/experimental rock stílusok jegyében készültek, később áttértek a kommerszebb új hullám/pop-rock/alternatív rock stílusra. A 2012-es és 2015-ös lemezeikkel viszont visszakanyarodtak a post-punk/experimental rock stílusokhoz. 
2023-ban részt vettek az Eurovíziós Dalfesztivál írországi válogatóműsorában Hawaii című dalukkal, azonban nem ők jutottak ki a nemzetközi versenyre.

## Diszkográfia

### Stúdióalbumok
- Public Image/First Issue (1978)
- Metal Box (1979)
- The Flowers of Romance (1981)
- This is What You Want...This is What You Get (1984)
- Album (1986)
- Happy? (1987)
- 9 (1989)
- That What is Not (1992)
- This is PIL (2012)
- What the World Needs Now... (2015)
- End of World (2023)